# Ljubavi moja jedina
Ljubavi moja jedina è il quarto album della cantante croata Maja Blagdan, pubblicato nel 1997 attraverso l'etichetta discografica Croatia Records.

## Tracce
Download digitale
1. Ide život – 4:47
2. Sedam suza – 3:32
3. U ranu zoru – 4:28
4. Vrijeme za ljubav – 3:38
5. U tvojim očima – 5:22
6. Šumi voda – 3:50
7. Ljubavi moja jedina – 4:13
8. Za nas – 3:00
9. Gitara dalmatina – 3:39
10. Tako je stipa volio anu – 4:53